# Espejo
Espejo è un comune spagnolo di 3 887 abitanti situato nella comunità autonoma dell'Andalusia.
Espejo è la città natale della famiglia Aurelio.